# أولاد علي بن بوعزة (ليسوف)
أولاد علي بن بوعزة هو دُوَّار يقع بجماعة امريزيڭ، إقليم سطات، جهة الدار البيضاء سطات في المملكة المغربية. ينتمي الدوّار لمشيخة ليسوف التي تضم 8 دواوير. يقدر عدد سكانه بـ 324 نسمة حسب الإحصاء الرسمي للسكان والسكنى لسنة 2004.

## روابط خارجية
- البوابة الوطنية للجماعات الترابية
- المندوبية السامية للتخطيط